# Dictee
Een dictee is een taalkundige opgave, waarbij personen op hun kennis van spelling en interpunctie worden getest. De voorlezer leest een (stuk) tekst hardop voor; de toehoorder probeert het foutloos te noteren. In het onderwijs is de leerkracht meestal de voorlezer en de leerling de getoetste. Er zijn in het Nederlandse taalgebied ook wedstrijden, waarbij de dicteetekst - al dan niet geschreven door een bekende auteur - wordt geschreven door taalliefhebbers, die het schrijven van dictees als sport en/of vermaak zien. Het bekendste dictee in deze vorm is het Groot Dictee der Nederlandse Taal, waaraan jaarlijks wordt deelgenomen door kandidaten uit Nederland en Vlaanderen. Dit dictee werd van 1990 tot 2016 op tv en sinds 2018 op de radio uitgezonden, zodat ook de mensen thuis kunnen meeschrijven en op deze manier kunnen testen hoe goed ze kunnen spellen.

## Onderwijs
In het onderwijs dient dictee zowel voor het inoefenen als voor het toetsen van de spellingsvaardigheid. Men onderscheidt:
- woorddictee: afzonderlijk op te schrijven woorden.
- zinnendictee: een volledige zin. Dit komt meer in het gevorderde spellingsonderricht voor omdat de schrijfwijze van een woord kan wijzigen naargelang de context, zoals o.m. het gebruik van hoofdletters. De schrijfwijze van homofonen is eveneens vaak alleen via de context te vatten. Ook het Groot Dictee der Nederlandse Taal is een zinnendictee. In het Voortgezet Onderwijs is een zinnendictee tevens vaak onderdeel van het Schoolexamen bij het vak Nederlands.
- een tussenvorm kan een invuldictee zijn: een aantal woorden (meestal de eenvoudige, reeds gekende) van de zin staat reeds voorgedrukt, de leerling dient enkel de ontbrekende woorden in te vullen of apart te noteren op een velletje papier(als niet op het opgavenblad mag worden geschreven). Dit wordt ook vaak toegepast als men één specifieke spellingregel wil inoefenen/toetsen, bijvoorbeeld de dt-regel bij vervoeging van werkwoorden. Men verliest dan geen tijd met het noteren van de rest van de zin.

Als het dictee onderdeel vormt van een leerlingvolgsysteem, dient er bij de afname ook een zekere standaardisering  in acht te worden genomen: doorgaans leest men elke zin drie keer: eenmaal om het geheel te leren kennen, een tweede maal woord voor woord op dicteersnelheid, een derde maal ter controle. Dit gebeurt ook tijdens het Groot Dictee der Nederlandse Taal.  Echt gestandaardiseerd wordt het als de voorlezer vervangen wordt door een vooraf opgenomen geluidsdrager (cassette, cd of tegenwoordig vaak een computer), zoals bij dyslexie-onderzoek.

## Norm
Bij de meeste dictees gelden de recentste editie van de Woordenlijst Nederlandse Taal (Groene Boekje) en die van het Van Dale Groot woordenboek van de Nederlandse taal (Dikke Van Dale) als gelijkwaardige referentiewerken. Hierbij gaat men zowel uit van de in 2005 verschenen papieren editie als van de recentste online-edities van beide werken. Deze regels worden ook gehanteerd bij het Groot Dictee der Nederlandse Taal. Dit wordt hierbij tevens voorafgaand aan het dictee meegedeeld aan de deelnemers en de kijlers/luisteraars thuis.
Wanneer een woord verschillend wordt gespeld in het Groene Boekje en in de Dikke Van Dale, worden beide schrijfwijzen dus goedgekeurd. Zo schrijft het Groene Boekje addenoi en de Dikke Van Dale addenoj: beide spellingen worden goedgekeurd. En wanneer in een van beide woordenboeken een fout is verbeterd, wordt ook de in 2005 vermelde spelling goedgekeurd. Zo schreven beide werken status quo in 2005 nog foutief met een koppelteken; dit werd later in beide werken verbeterd. Hoewel de fout ondertussen is rechtgezet, wordt de spelling status-quo dus nog altijd goedgekeurd.

## Bekende dictees
- Abcoude (sinds 2016): Groot Abcouder Dictee
- Den Haag (sinds 2018 wisselende locatie): Groot Dictee der Nederlandse Taal
- Deventer: Groot Deventer Dictee
- Hoorn: Groot Hoorns Dictee
- Lelystad: Groot Lelystads Dictee
- Leuven: Groot Dictee der Leuvense Studenten
- Tilburg: E-Way Out Nieuwjaarsdictee
- Utrecht: Katholiek Dictee
- Woerden: Groot Woerdens Dictee
- Zutphen: Groot Zutphens Dictee
- Schiedam: Groot Schiedams Dictee

## Muziekdictee
Ook in het muziekonderwijs komt een vorm van dictee voor. De leerlingen moeten in muzieknotatie noteren wat ze horen. Het muziekdictee wordt op veel muziekonderwijsinstellingen  geoefend en vaak geëxamineerd als onderdeel van het muziekvak Solfège.
Men onderscheidt twee hoofdvormen:
- melodisch dictee: hier ligt het accent op het herkennen van de toonhoogte. Melodische dictees variëren in moeilijkheid van eenstemmige en tonale tot meerstemmige of polytonale of atonale varianten.
- ritmisch dictee: de leraar klapt met de handen, of met behulp van een slaginstrument het op te schrijven ritme.
- meestal worden beiden gecombineerd in het voorspelen van een melodie. Doorgaans wordt het dictee voorgespeeld op een piano.

Op 9 oktober 2010 was er in Brugge een muzikale dicteewedstrijd ter gelegenheid van de ingebruikname van de gerestaureerde beiaard aldaar. Ook hier verliep het "dicteren" zoals bij het Groot Dictee der Nederlandse Taal. De Litouwse gastbeiaardier Giedrius Kuprevicius liet eerst het hele stuk horen, dan herspeelde hij, maat voor maat op dicteersnelheid; tot slot het hele stuk ter controle.